# La note bleue
A Nota Azul é uma produção cinematográfica franco-alemã, dirigida por Andrzej Zulawski, que narra a biografia de Frédéric Chopin.

## Elenco
- Marie-France Pisier : George Sand
- Sophie Marceau : Solange Sand
- Janusz Olejniczak : Frédéric Chopin
- Féodor Atkine : Eugène Delacroix
- Aurélien Recoing : Auguste
- Grażyna Dyląg : Laura Czosnowska
- Roman Wilhelmi : Adalbert Grzymała